# 에스페란토 기본 예문집

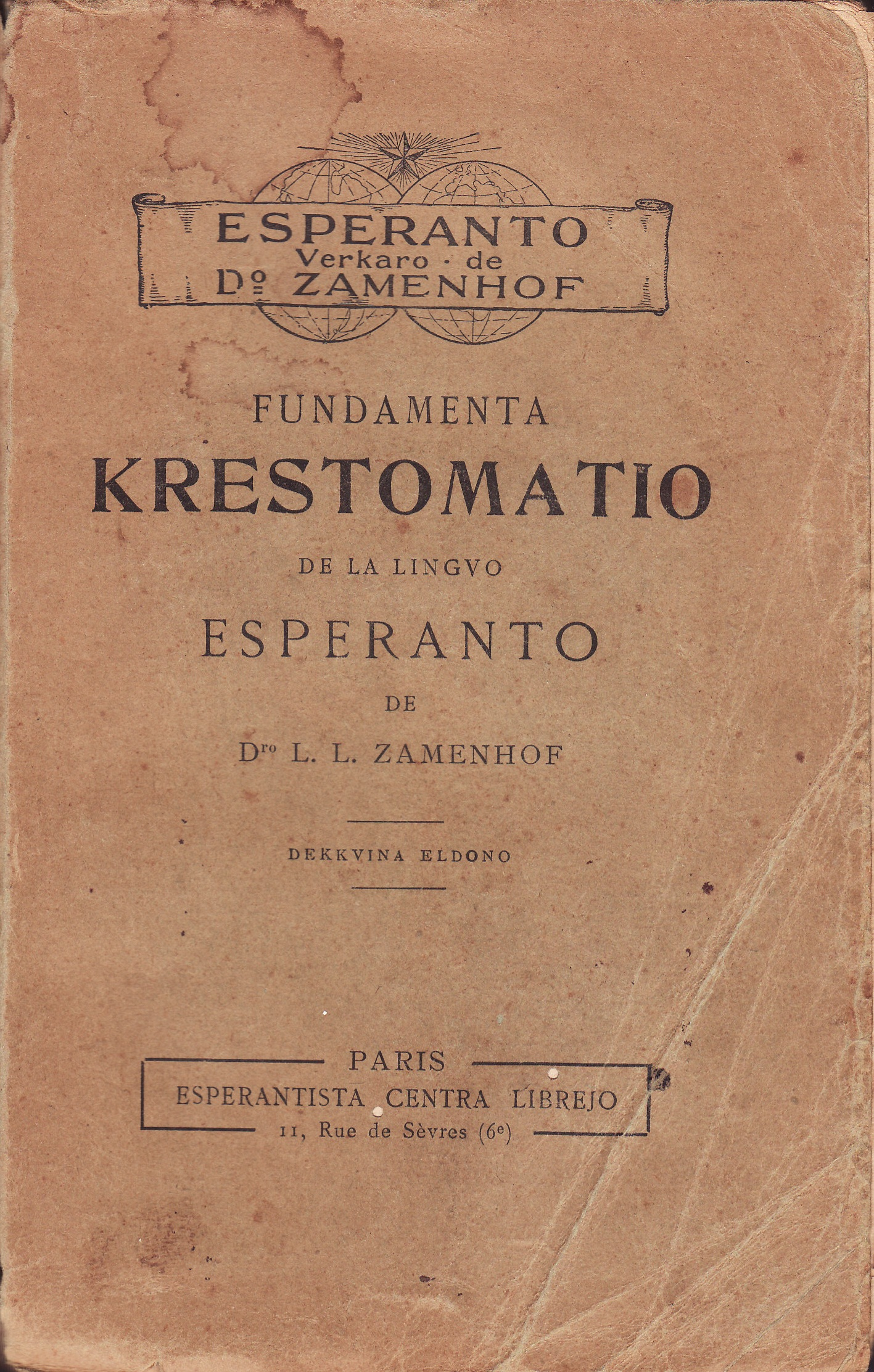

에스페란토 기본 예문집(Esperanto基本例文集, Fundamenta Krestomatio de la Lingvo Esperanto)은 1903년에 라자로 자멘호프가 편집한, 에스페란토로 쓰여지거나 번역된 짧은 문학 작품을 모은 예문집이다. 그 머리말에 따르면, 이 책은 "모든 이에게 에스페란토 문체의 예가 되고, 수많은 방언의 창궐을 막기 위하여(servi al ĉiuj kiel modelo de esperanta stilo kaj gardi la lingvon de pereiga disfalo je diversaj dialektoj)" 출판되었다. 책의 상당 부분은 자멘호프가 직접 저술하거나 번역한 내용이다. 초기 에스페란토 문학의 대표적인 예로 간주되는 많은 작품들이 수록되어 있다. 비슷한 제목을 지닌 푼다멘토 데 에스페란토와 달리, 특별한 공식적 지위는 누리지 않는다.

## 내용
본문은 총 7부로 나뉘어 있다.
1. 연습 예문(Ekzercoj): 훗날 푼다멘토 데 에스페란토에 수록되게 되는, 초보자를 위한 짧은 예문들이다.
2. 우화와 전설(Fabeloj kaj Legendoj): 한스 크리스티안 안데르센의 동화 "벌거숭이 임금님"과 "인어공주"를 비롯해서 그리스·인도·아라비아·러시아의 동화와 전설을 실었다.
3. 일화집(Anekdotoj): 농담 및 재미있는 일화를 실었다.
4. 이야기들(Rakontoj): 단편 소설 및 다른 이야기들을 실었다.
5. 일상과 과학에서(El la Vivo kaj Sciencoj): 잡담, 실용적인 내용(주먹으로 달력을 계산하는 법 등), 편지, 의학 및 과학에 대한 산문("만성 카타르(catarrh) 결막염", "디종의 해시계" 등)을 수록하였다.
6. 에스페란토에 관한 글들(Artikoloj pri Esperanto): 제1서에서 발췌한 글과, 라이프니츠 이래 국제어의 역사 등 에스페란토에 관련된 글을 실었다. 특히, 16조 문법의 에스페란토 번역문이 수록돼 있다.
7. 시집(Poezioj): 에스페란토로 쓰여진 시 및 에스페란토로 번역한 시들을 실었다. 유명한 "라 에스페로", "나의 생각", "오, 나의 심장이여" 등이 실려 있다. 이 밖에도, 괴테, 나드손, 니칸데르, 레르몬토프, 롱펠로, 모차르트, 무어, 미츠키에비치, 바이런, 셰익스피어, 실러, 울란트, 크릴로프, 푸시킨, 프루그, 하우프, 하이네, 할레크, 헤르더, 호메로스 등의 작품의 번역이 실려 있다.

이 밖에, 예문집의 목표와 역할을 적은 머리말(Antaŭparolo)과, 자멘호프의 시 "녹성기 아래서의 기도"를 수록한 부록(Aldono)이 있다.

## 참고 문헌
- Ivan Shiryaev, Lajos Kökény, Vilmos Bleier. "Fundamenta Krestomatio", Enciklopedio de Esperanto. Literatura Mondo, 부다페스트, 1934.